# 이원익 도망시
이원익 도망시(李元翼 悼亡詩)는 대한민국 경기도 광명시 소하2동, 충현박물관에 있는 조선시대의 만시이다. 2009년 10월 16일 대한민국의 경기도 유형문화재 제231호로 지정되었다.

## 지정 사유
이 만시는 4백 년 전의 만사가 보존된 것으로 조선시대 상장(喪章) 예속 및 한문학 연구에 중요한 자료이다.

## 참고 자료
- 이원익도망시 - 국가유산청 국가유산포털